# متروی ریو دو ژانیرو
متروی ریو دو ژانیرو (انگلیسی: Rio de Janeiro Metro) شبکه قطار شهری زیرزمینی در شهر ریودو ژانیرو، برزیل است.
این مترو که در سال ۱۹۷۹ میلادی ساخته شده است دارای دو خط، ۳۵ ایستگاه و ۴۱ کیلومتر طول است، که شامل ۱۶ کیلومتر در خط یک و ۳۰٫۲ کیلومتر در خط دو می‌باشد. متروی ریو دو ژانیرو پس از متروی سائوپائولو دومین مترو بزرگ کشور برزیل از لحاظ جابه‌جایی مسافر است.

## نگارخانه

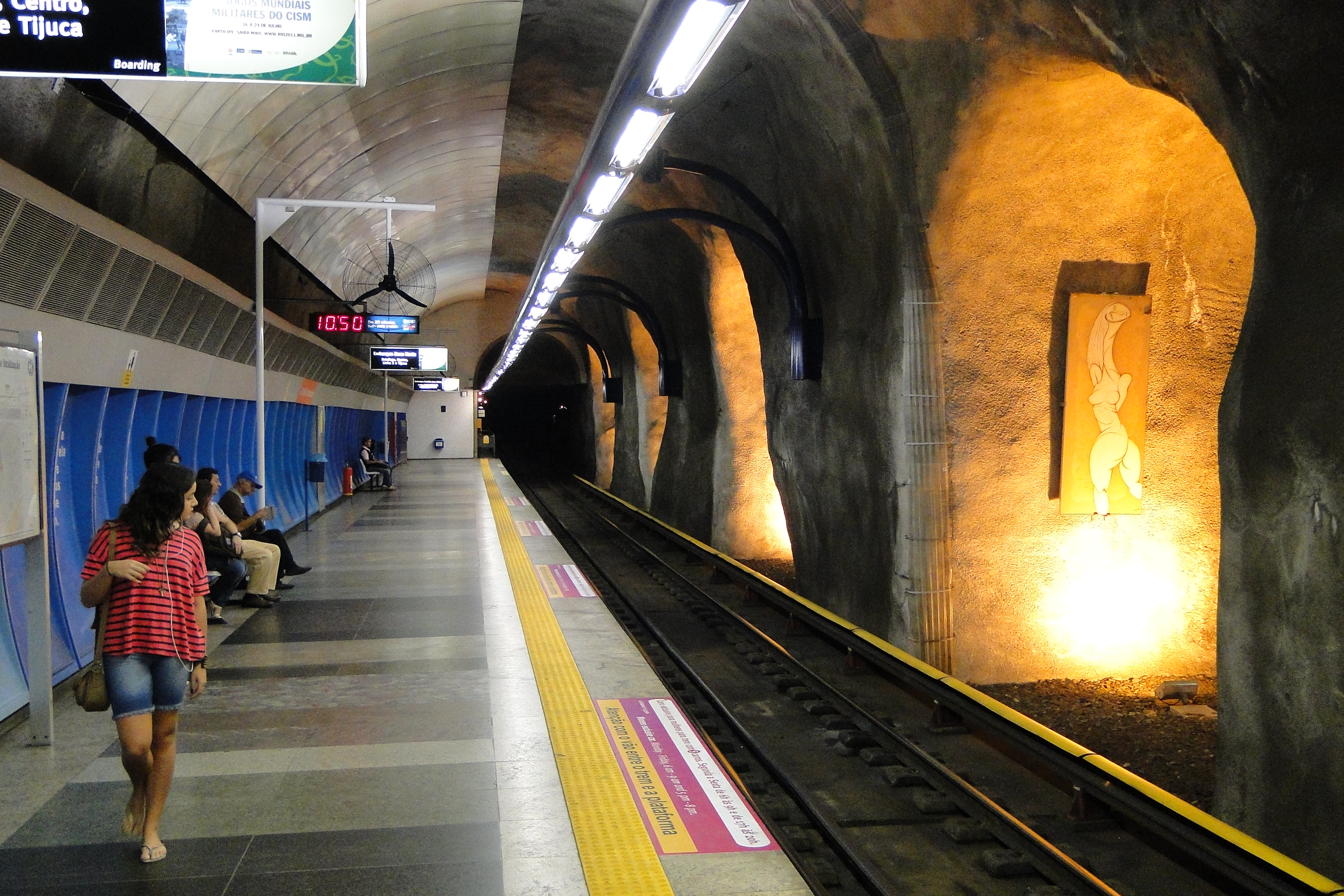
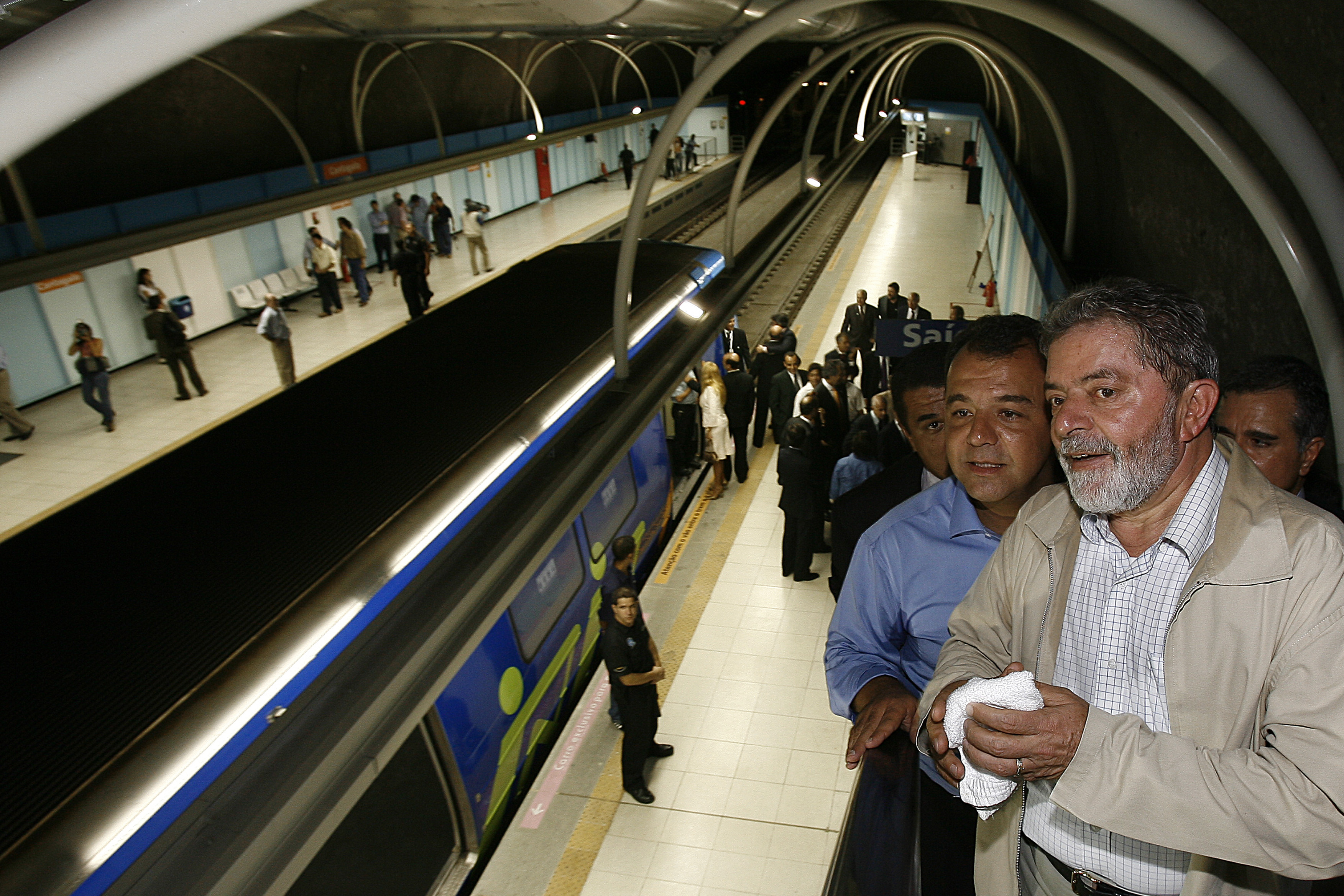
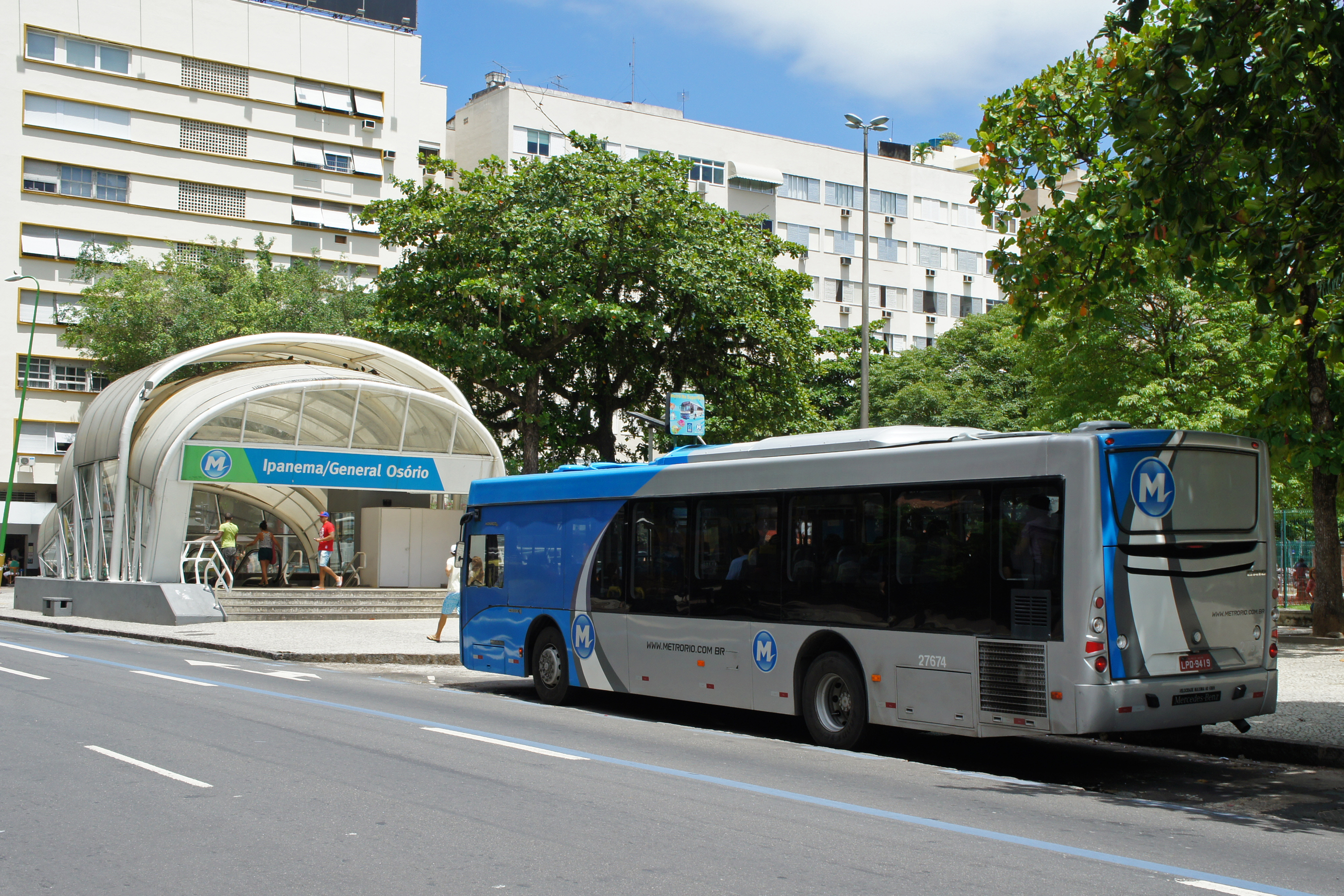
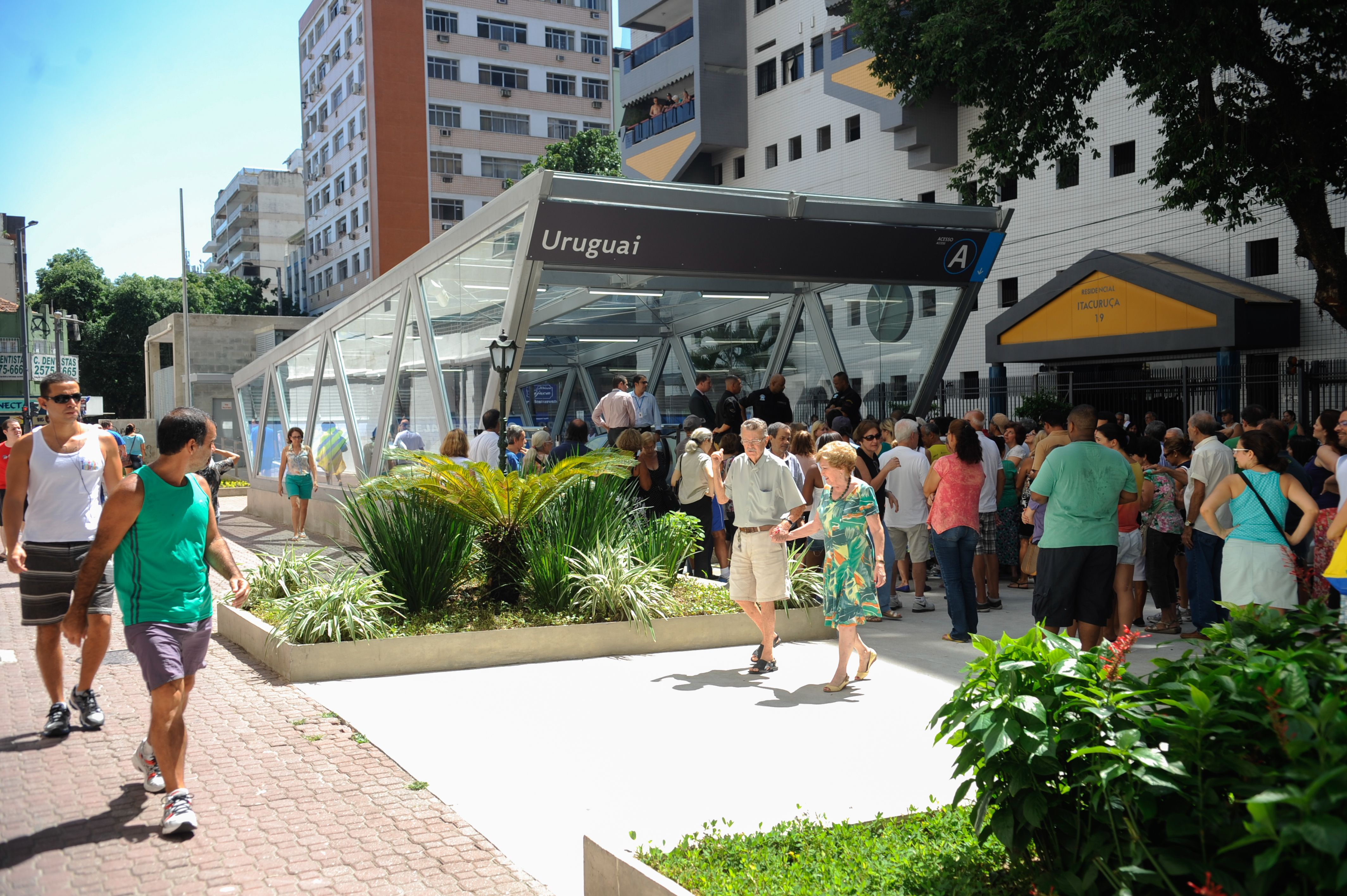